# Annemarie Siemank

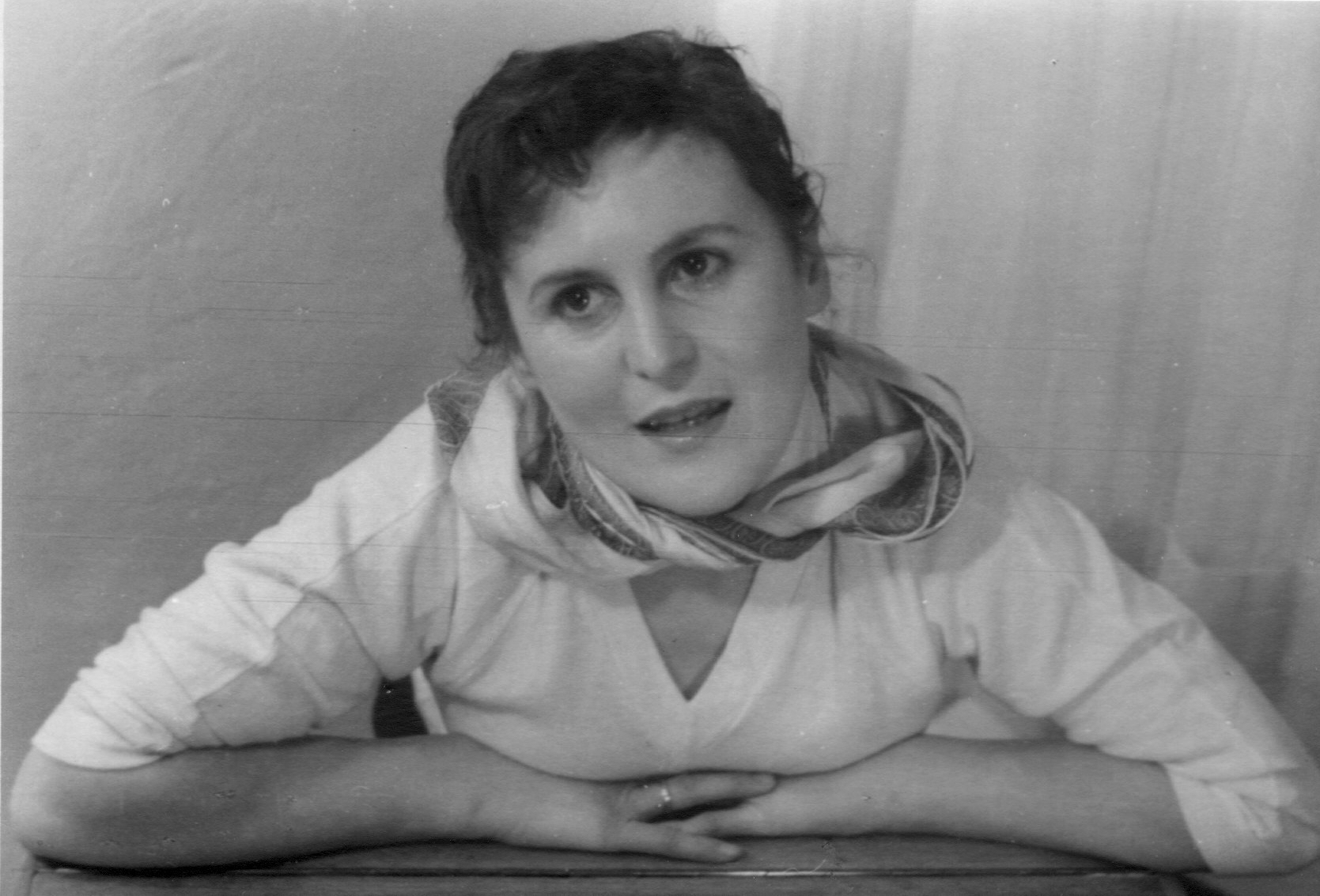
Annemarie Siemank (Ende 1950)

Annemarie Siemank, auch Annemarie Siemank-Ripperger, (verh. Annemarie Ripperger; * 14. Januar 1926 in Dresden; † 3. Februar 2007 in Potsdam) war eine deutsche Schauspielerin, Hörspielsprecherin, Bildregisseurin, Regieassistentin und Pädagogin.

## Leben
Als ältere von zwei Töchtern des Ehepaares Hans (1897–1956) und Marianne Siemank (geb. Jung, 1899–1986) wuchs sie am Elbufer von Dresden-Laubegast auf, wo die Familie eine traditionelle Bäckerei-Konditorei betrieb. Ihr früh erkennbares Interesse an darstellender Kunst und Kultur wurde von ihrem Elternhaus unterstützt und gefördert. Erste Erfahrungen auf der Bühne machte sie bei zahlreichen Schülerauftritten. Sie bewarb sich bereits mit 15 Jahren für die Aufnahme zum Schauspielstudium. Zu diesem Zeitpunkt zwar abgewiesen, weil sie als „zu jung“ galt, konnte sie jedoch schon ab dem Folgejahr ihr Traumziel des Schauspielberufs weiter verfolgen:
Nach zweijährigem Schauspielstudium schloss sie beim Dresdner Bühnenstudio Joseph Firmans im September 1944 ihre Bühnenreife erfolgreich ab.
Im Anschluss daran nahm Annemarie Siemank Unterricht bei Alfons Mühlhofer in Dresden, bis durch das Kriegsgeschehen gegen Ende des Zweiten Weltkrieges die Stadt im Februar 1945 großteils zerstört wurde und das Theaterleben praktisch zum Erliegen kam. Die alliierten Luftangriffe auf Dresden in der Nacht vom 13. zum 14. Februar 1945 hat sie inmitten des Bombardements der Innenstadtgebiete überlebt.

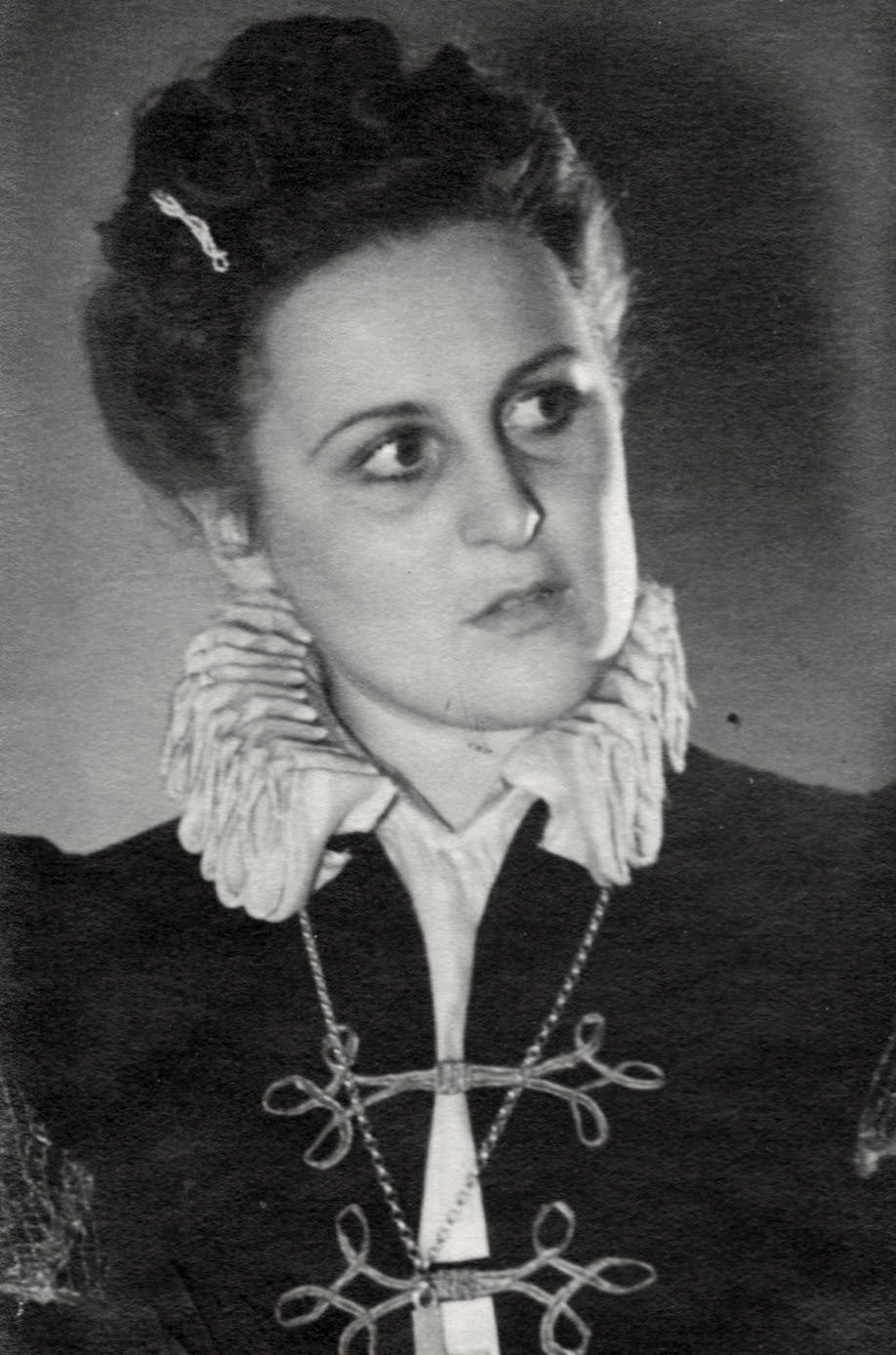
Annemarie Siemank in Don Karlos (Staatstheater Dresden, 1949)

Nach Kriegsende debütierte Annemarie Siemank an der Volksoper Dresden („Scampolo“, „Monika“).
Mit der Spielzeit 1947/48 wechselte sie zum Dresdner Staatsschauspiel. Neue Aufgaben führten sie ab der Spielzeit 1950/51 nach Potsdam, wo sie bis 1953 der dortigen Landesbühne Brandenburg angehörte. Hier lernte sie auch ihren späteren Ehemann, den Schauspieler und Kabarettisten Rolf Ripperger kennen.
Annemarie Siemank-Ripperger war fortan freischaffend tätig: Sie wirkte u. a. beim Rundfunk der DDR (Hörspiele und Lesungen, häufig auch gemeinsam mit ihrem Mann), übernahm kleinere Film- und Fernsehrollen, war dann hauptsächlich hinter der Kamera (Bildregie, Regieassistenz) wie auch in zahlreichen literarisch-musikalischen Programmen und Lesungen tätig.
In Memoriam ihres 1975 sehr jung verstorbenen Mannes Rolf Ripperger vollendete und inszenierte sie das aus seiner Feder stammende Zille-Programm „Wie ich die Welt und die Menschen sah“, das noch im gleichen Jahr in Potsdam erstaufgeführt und 1977 mit einem Leistungsdiplom für Unterhaltungskunst vom Ministerium für Kultur ausgezeichnet wurde. In den Hauptrollen waren Genia Lapuhs und Hans-Edgar Stecher zu erleben; Erwin Geschonneck verlieh dem „aus dem Off sprechenden“ Heinrich Zille seine Stimme. Mit diesem Programm tourte das Ensemble unter der Regie von Annemarie Siemank-Ripperger mehrere Jahre sehr erfolgreich durch die gesamte DDR.
An der Universität Potsdam (bzw. ihrer Vorgängerin Pädagogische Hochschule „Karl Liebknecht“) widmete sie sich als Sprecherzieherin und Pädagogin seit den achtziger Jahren dem Schauspieler- und Sängernachwuchs. Zu ihrem pädagogisch-sprecherzieherischen Betätigungsfeld gehörte u. a. auch die Lotte-Lehmann-Woche in Perleberg.
Nach der Wende war die Künstlerin gelegentlich bei Lesungen in Wien und Umgebung zu erleben.

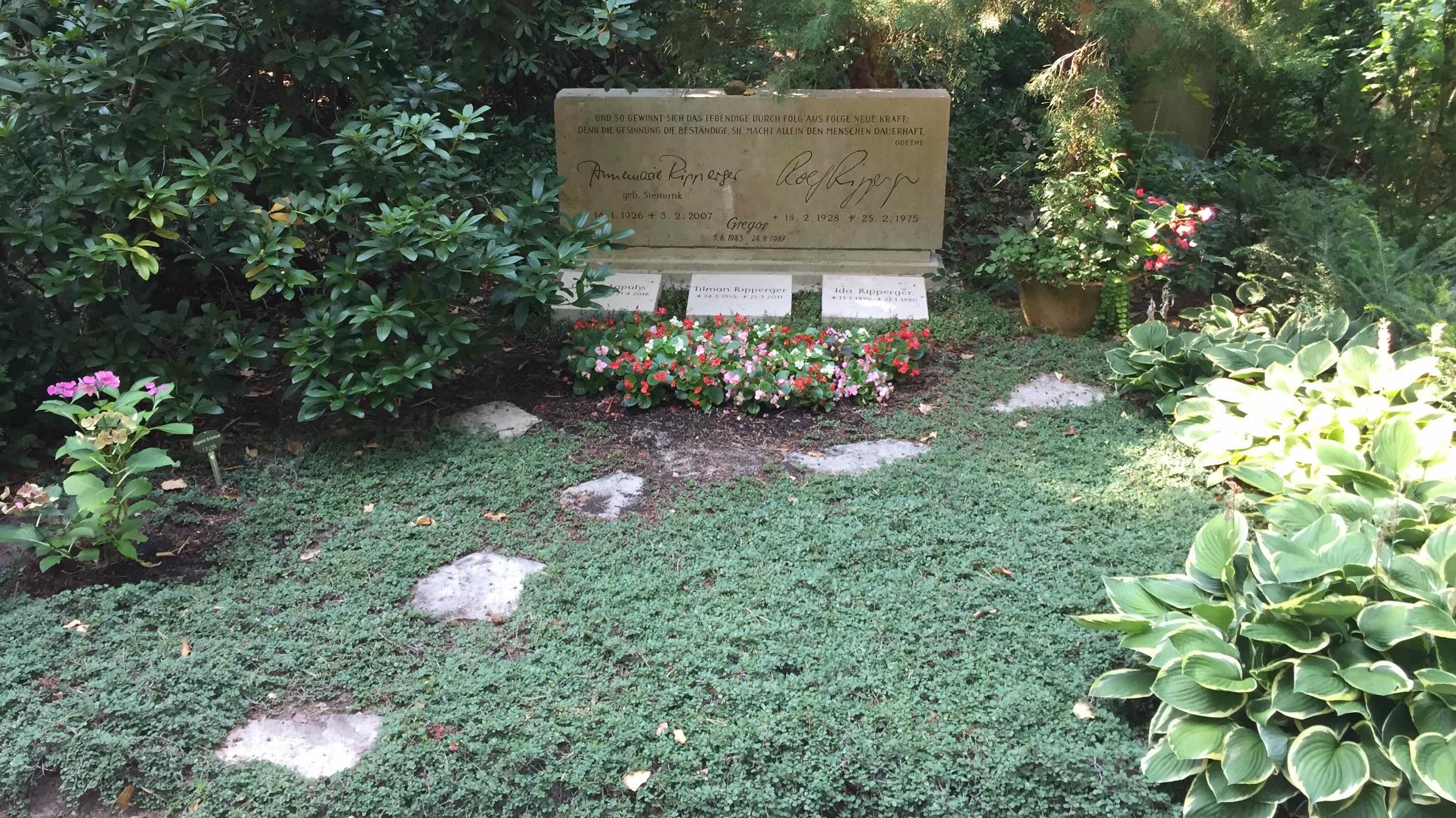
Grab der Fam. Ripperger auf dem Südwestkirchhof Stahnsdorf

Mit ihrem Ehemann Rolf Ripperger hatte sie eine Tochter und einen Sohn. Die letzte Ruhestätte der Familie Ripperger befindet sich auf dem Südwestkirchhof Stahnsdorf.

## Filmografie
- 1953: Geheimakten Solvay
- 1953: Jacke wie Hose
- 1954: Der Hecktaler (TV)
- 1956: Sekondeleutnant Saber (TV)
- 1957: Die Komantschen auf dem Friedenspfad (TV)
- 1958: Das Magnifikat (TV)
- 1958: Kater Lampe (TV)
- 1959: Verwirrung der Liebe
- 1959: Die Kinder von Brummershagen (TV)
- 1960: Die Nachtigall auf dem Dach (TV)
- 1961: Die Hunde (TV), Bildregie
- 1963: Tote reden nicht (TV)
- 1976: Strategie der Träume (TV)
- 1976: Die Regentrude (TV)
- 1977: Die zertanzten Schuhe (TV)
- 1978: Rotschlipse
- 1978: Hilfe, ich bin ein Kind (TV)
- 1979: Die lange Straße (TV)
- 1979: Die Gänsehirtin am Brunnen (TV)
- 1981: Die Stunde der Töchter
- 1982: Sabine Kleist, 7 Jahre…
- 1982: Der Rettungsschwimmer (TV-Serie „Polizeiruf 110“)
- 1987: Stielke, Heinz, fünfzehn…
- 1988: Rapunzel oder Der Zauber der Tränen (TV)
- 1989: Vera – Der schwere Weg der Erkenntnis (TV)

## Theater
- 1946: Dario Nicodemi: Scampolo (Scampolo) – Regie: Manfred Schäffer (Volksoper Dresden / Theatersaal Gittersee)
- 1946: Nico Dostal: Monika (Rosel Geislinger) – Regie: Gerd Hecker (Volksoper Dresden / Theatersaal Gittersee)
- 1948: Hugo von Hofmannsthal: Jedermann (Buhlschaft) – Regie: Alfons Mühlhofer (Landesbühnen Sachsen)
- 1948: Arthur Miller: Mit meinen Augen (Annie) (Staatstheater Dresden)
- 1948: Johann Nestroy: Lumbazi Vagabundus (Babettchen) (Staatstheater Dresden)
- 1949: Friedrich Schiller: Don Karlos (Marquisin von Mondecar) (Staatstheater Dresden)
- 1949: Claude-André Puget: Don Juan geht vorbei (Teresa) – Regie: Horst van Diemen (Staatstheater Dresden / Kleines Haus)
- 1949: Johann Wolfgang von Goethe: Faust – Eine Szenenfolge aus der Tragödie I. und II. Teil – Regie: Wolf Goette (Deutsche Volksbühne)
- 1949: Julius Hay: Haben (Rozi) – Regie: Paul Lewitt (Staatstheater Dresden / Kleines Haus)
- 1949: Johann Wolfgang von Goethe: Faust – Der Tragödie erster Teil (Lieschen, 1. Dienstmädchen) – Regie: Hannes Küpper (Staatstheater Dresden / Großes Haus)
- 1949: Ludwig Thoma: Moral (Effi) (Staatstheater Dresden)
- 1949: Johann Wolfgang von Goethe: Faust (Gretchen) (Staatstheater Dresden)
- 1950: Wilhelm Jacoby, Carl Laufs: Pension Schöller (Franziska) (Staatstheater Dresden)
- 1950: Ljubow Jarowaja (Tatjana) (Staatstheater Dresden)
- 1951: Friedrich Wolf: Bürgermeisterin Anna (Anna) (Brandenburgisches Landestheater Potsdam)
- 1952: Julius Hay: Haben (Mari) (Hans-Otto-Theater Potsdam)
- 1952: Heinrich von Kleist: Der zerbrochne Krug (Eve) (Hans-Otto-Theater Potsdam)
- 1979: Anton Tschechow: Der Bär – Regie: Annemarie Siemank-Ripperger (Theater der Werktätigen Jüterbog)
- 1979: Gotthold Ephraim Lessing: Die Matrone von Ephesos – Regie: Annemarie Siemank-Ripperger (Theater der Werktätigen Jüterbog)

## Hörspiele
- 1953: Roger Vailland: Colonel Foster ist schuldig (Lya Aodi Yang) – Regie: Heinz Kahlow (Hörspiel – Rundfunk der DDR)
- 1953: Charles Dickens: Der Weihnachtsabend, eine Geistergeschichte (Fred’s Frau) – Regie: Hans Busse (Hörspiel – Rundfunk der DDR)
- 1954: Gerhard Stübe: Saidjah und Adinda (Adinda) – Regie: Fritz Göhler (Kinderhörspiel – Rundfunk der DDR)
- 1954: Aristophanes: Lysistrate – Regie: Horst Preusker (Hörspiel – Rundfunk der DDR)
- 1954: Kurt Tucholsky: Rheinsberg (Claire) – Regie: Werner Schlechte, Siggi Wittlich (Hörspiel – Rundfunk der DDR)
- 1954: George Lesson: Ein furchtsames Völkchen (Tochter der Zauberin) – Regie: Willi Porath (Hörspiel – Rundfunk der DDR)
- 1954: Georg Büchner: Leonce und Lena (Lena) – Regie: Werner Schlechte (Hörspiel – Rundfunk der DDR)
- 1955: Leo Fall: Madame Pompadur (Madeleine, Frau von René) – Regie: Otto Dobrindt (Operette – Rundfunk der DDR)
- 1955: Jacob Grimm, Wilhelm Grimm: König Drosselbart (Prinzessin) – Regie: Heinz Kahlow (Kinderhörspiel – Rundfunk der DDR)
- 1956: Béla Balázs: Wolfgang Amadeus Mozart (Aloyisa) – Regie: Joachim Witte (Hörspiel – Rundfunk der DDR)
- 1956: Wolfgang Weyrauch: Die japanischen Fischer (Frau von Susushi) – Regie: Hans Goguel (Hörspiel – Rundfunk der DDR)
- 1957: Günther Weisenborn: Zwei Engel steigen aus (Anne, eine schöne Friseuse) – Regie: Werner Wieland (Science-Fiction-Hörspiel – Rundfunk der DDR)
- 1957: Horst Girra: Die gläserne Spinne (Jutta) – Regie: Werner Wieland (Kriminalhörspiel – Rundfunk der DDR)
- 1958: Peter Erka: Autos machen Leute – Regie: Werner Wieland (Hörspiel – Rundfunk der DDR)
- 1958: Horst Girra: Aktion Silberring (Monika Haberkorn, Freundin v. Heinz Schuster) – Regie: Horst Preusker (Kriminalhörspiel – Rundfunk der DDR)
- 1958: Helmut Baierl: Die Feststellung (Bäuerin) – Regie: Herwart Grosse (Hörspiel – Rundfunk der DDR)
- 1958: Jacob Grimm, Wilhelm Grimm: König Drosselbart (Prinzessin) – Regie: Fritz Göhler (Kinderhörspiel – Rundfunk der DDR)
- 1958: Wera Küchenmeister, Claus Küchenmeister: Damals achtzehn – neunzehn (Gertrud) – Regie: Helmut Hellstorff (Dokumentarhörspiel – Rundfunk der DDR)
- 1959: Harald Hauser: Im himmlischen Garten – Regie: Werner Wieland (Hörspiel – Rundfunk der DDR)
- 1960: Friedrich Karl Kaul, Walter Jupé: Der Fall Jörns – Regie: Hans Knötzsch (Hörspiel – Rundfunk der DDR)
- 1965: Heinz Knobloch: Pardon für Bütten – Regie: Wolfgang Brunecker (Kinderhörspiel – Rundfunk der DDR)
- 1974: Friedrich Wolf: Purzel Weißfell, der Osterhase – Regie: Ruth Walensky (Kinderhörspiel – Rundfunk der DDR)
- 1975: Joachim Witte: Ein Kind zuviel (Bäckerin) – Regie: Joachim Gürtner (Kurzhörspiel – Rundfunk der DDR)